# Andrei Roiter
Andrei Vladimirovitch Roiter (russe : Андрей Владимирович Ройтер ; ukrainien : Андрій Володимирович Ройтер, né le 30 novembre 1937 à Dnipro et mort le 26 juillet 2006 à Riga (Lettonie)) est un mathématicien ukrainien, plus précisément un algébriste.

## Biographie
Le père d'Andrei Roiter est le chimiste ukrainien V. A. Roiter, un grand spécialiste de la catalyse. En 1955, Andrei Roiter s'inscrit à l'université nationale Taras Shevchenko de Kiev, où il rencontre sa future femme, la mathématicienne Lyudmyla Nazarova. En 1958, il part avec Nazarova partent pour l'université d'État de Saint-Pétersbourg (alors appelée université d'État de Leningrad). Ils se marient et commencent une collaboration sur la théorie des représentations qui dure jusqu'à la mort de Roiter. En 1960, il reçoit son diplôme (MS) et en 1963, il soutient sa thèse de doctorat, dirigée par Dimitri Constantinovich Faddeev, comme celle de Ludmila Nazarova. Andrei Roiter est embauché en 1961 comme chercheur à l'institut de mathématiques de l'Académie des sciences d'Ukraine, où il travaille jusqu'à sa mort en 2006. Depuis 1991, il dirigeait le département d'algèbre. Il soutient son doctorat en sciences (habilitation) en 1969. En 1978, il est conférencier invité au congrès international des mathématiciens à Helsinki.

## Contributions
En 1960, dans son premier article publié, Roiter démontre un résultat important qui ouvre la voie de la démonstration par d'autres mathématiciens du fait que pour tout groupe fini {\displaystyle G}, le nombre de représentations entières indécomposables non isomorphes est fini si et seulement si pour chaque nombre premier p, le p -sous-groupe de Sylow est cyclique d'ordre au plus p2,.
Dans un article de 1966, il démontre un théorème important dans la théorie des représentations entières des anneaux. Dans un célèbre article de 1968, il démontre la première conjecture de Brauer-Thrall,.
Roiter démontre la première conjecture de Brauer-Thrall pour les algèbres de dimension finie ; son article ne mentionne jamais les algèbres artiniennes mais les techniques employées fonctionnent également pour elles. L'article inspire une importante ligne de recherche, inaugurée par Maurice Auslander et Sverre Olaf Smalø dans un article de 1980. Cet article d'Auslander et Smalø et ceux qu'il a inspiré ont introduit, entre autres, des sous-catégories finies de manière covariante et contravariante dans la catégorie des modules de type fini sur une algèbre artinienne, ce qui a conduit à la théorie des suites presque scindées et plus largement à la théorie d'Auslander-Reiten.
D'après Auslander et Smalø :
« ... it is perhaps surprising that the original impetus for our work did not come from the theory of hereditary artin algebras or those stably equivalent to hereditary artin algebras. Rather, the research came from an effort to explain a much older result of Gabriel and Roiter ... concerning artin algebras of finite representation type in terms of the technics and ideas developed by Auslander and Reiten in connection with almost split sequences and irreducible morphisms ... »
« [...] Il est peut-être étonnant que l'impulsion initiale de notre travail ne soit pas venue de la théorie des algèbres artiniennes héréditaires ou celles qui leur sont stablement équivalentes. Au contraire, cette recherche est née d'un effort pour expliquer un résultat bien plus ancien de Gabriel et Roiter [...] à propos des algèbres artiniennes de type de représentation fini à l'aide des idées et techniques développées par Auslander et Reiten pour les suites presque scindées et les morphismes irréductibles. »
Roiter a par ailleurs apporté des contributions importantes à propos des représentations p-adiques, en particulier par son article de 1967 avec Youri Drozd et Vladimir V. Kirichenko sur les ordres héréditaires et les ordres de Bass,, et par le critère de Drozd-Roiter pour déterminer si un ordre commutatif a seulement un nombre fini de représentations indécomposables non isomorphes. Un outil important dans cette recherche était sa théorie de la divisibilité des modules,.
En 1972, Nazarova et Roiter introduisent les représentations d'ensembles partiellement ordonnés, une classe importante de problèmes matriciels qui a de nombreuses applications en mathématiques, dont la théorie des représentations des algèbres de dimension finie. (En 2005, tous deux démontrent avec M. N. Smirnova un théorème sur les formes quadratiques antimonotones et les ensembles partiellement ordonnés.) Toujours dans les années 1970, trois articles de Roiter, dont deux en collaboration avec Mark Kleiner,,,, introduisent les représentations de bocs (bimodule over categories), une classe très générale de problèmes matriciels.
La monographie de Roiter et Pierre Gabriel (avec une contribution de Bernhard Keller), publiée par Springer en 1992 en traduction anglaise, a eu une forte influence sur la théorie des représentations des algèbres de dimension finie et la théorie des problèmes matriciels,,. Il en existe une réimpression de 1997.
Dans les années qui ont précédé sa mort, Roiter travaille sur les représentations dans les espaces de Hilbert. Dans deux articles,, Nazarova, Stanislav Kruglyak et lui introduisent la notion de représentations localement scalaires des carquois (c'est-à-dire des graphes orientés) dans les espaces de Hilbert. Dans leur article de 2006, ils construisent pour de telles représentations des foncteurs de Coxeter analogues aux foncteurs de réflexion de Bernstein-Gelfand-Ponomarev et utilisent ces nouveaux foncteurs pour étudier les représentations localement scalaires. En particulier, ils démontrent qu'un carquois n'a qu'un nombre fini de représentations localement scalaires indécomposables (à isomorphisme unitaire près) si et seulement si le graphe sous-jacent est un diagramme de Dynkin. Leur résultat est analogue à celui de Gabriel pour les représentations « usuelles » des carquois.
En 1961, Roiter commence à Kiev un séminaire sur la théorie des représentations. Le séminaire devient le pilier de la très estimée école de Kiev de théorie des représentations. Roiter dirige treize thèses de doctorat. En 2007, Andrei Roiter reçoit à titre posthume le prix d'État ukrainien en science et technologie (en) pour ses recherches sur la théorie des représentations.